# Kaspi
Kaspi (gruzínsky: კასპი) je okresní město ve střední Gruzii v regionu Šida Kartli. Nachází se 48 km východně od hlavního města Tbilisi. Městem protéká řeka Kura.

## Historie
Dle archeologických nálezů bylo území města Kaspi osídleno už v době bronzové a už v raném středověku zde bylo založeno sídlo, jež sloužilo jako administrativní centrum a vojenská základna krále Vachtanga I. Při vpádu Arabů pod velením Marvana II. ibn Mohameda bylo zdejší sídlo do základu vypáleno. V 15. století se stalo toto území majetkem šlechtického rodu Amilachvariů a zůstávalo bezvýznamné. To se změnilo až v roce 1931, když zde byl založen podnik na výrobu cementu a obec začala velmi rychle růst. Oficiálně se Kaspi stalo městem až v roce 1959. V roce 2014 zde žilo již na 13 423 obyvatel.

## Hospodaření
Kaspi je významné pro své továrny na zpracování cementu, které patří k největším průmyslovým podnikům v zemi a také k největším znečišťovatelům životního prostředí této zakavkazské republiky. Během války v Jižní Osetii provedli Rusové několik nájezdů na železniční most a poničili i zařízení továren.

## Vzdělání a kultura
Ve městě se nachází pět státních základních škol a jedna soukromá základní škola. Dále zde působí dvě umělecké školy a střední průmyslová škola. Obyvatelé města zde mají k dispozici sportovní halu a mezi populární sporty ve městě patří gruzínský zápas (podobné jako wrestling) a fotbal. Ve městě se nachází též kulturní dům, jenž byl vystavěn v roce 1951 a kde se nachází místní divadlo, kino a kulturní sál.